# Lijsterbesnetwants
De lijsterbesnetwants (Physatocheila smreczynskii) is een wants uit de familie van de Tingidae (Netwantsen). De soort werd het eerst wetenschappelijk beschreven door William Edward China in 1952.

## Uiterlijk
De langwerpig ovaal gevormde wants is altijd langvleugelig (macropteer) en kan ongeveer 3 tot 4 mm lang worden. Net als de andere netwantsen hebben de vleugels van deze wants een fijnmazig netwerkpatroon van aders. De soorten uit dit geslacht kenmerken zich door de omgeslagen brede randvelden van het halsschild en de drie lijsten op het borststuk die doorlopen tot aan de voorrand. Ze lijken enigszins op de wantsen uit het geslacht Dictyla bij dit genus lopen de buitenste lijsten maar tot halverwege het borststuk. De soort is zeer moeilijk te onderscheiden van Physatocheila costata. Deze twee soorten onderscheiden zich wel van de andere soorten van het geslacht Physatocheila door het brede randveld van de vleugels, dat die drie of meer rijen dik is.

## Leefwijze
De imagines kunnen het hele jaar door aangetroffen worden op wilde lijsterbes (Sorbus aucuparia), met uitzondering ook op appel (Malus) en peer (Pyrus). Ze kunnen goed vliegen en komen op licht af. Er is één generatie per jaar en de dieren overwinteren als volwassen wants.

## Leefgebied
De soort komt voor in Midden-Europa en Azië tot in Korea. In Nederland is de soort niet zeldzaam en is te vinden op zandgronden in het binnenland en op Ameland